# Spleen and Ideal
Spleen And Ideal – drugi album zespołu Dead Can Dance, wydany w 1985 roku przez wytwórnię 4AD. Muzyka na płycie odchodzi od wpływów punk rockowych i gotyckich z pierwszego albumu i kieruje się bardziej ku world music. Teksty na albumie inspirowane były twórczością Charles’a Baudelaire’a i Thomasa de Quincey.

## Lista utworów
| 1. | „De Profundis (Out of the Depths of Sorrow)” | 4:00  |
|    |                                              |       |
| 2. | „Ascension”                                  | 3:05  |
|    |                                              |       |
| 3. | „Circumradiant Dawn”                         | 3:17  |
|    |                                              |       |
| 4. | „Cardinal Sin”                               | 5:29  |
|    |                                              |       |
| 5. | „Mesmerism”                                  | 3:53  |
|    |                                              |       |
| 6. | „Enigma of the Absolute”                     | 4:13  |
|    |                                              |       |
| 7. | „Advent”                                     | 5:19  |
|    |                                              |       |
| 8. | „Avatar”                                     | 4:35  |
|    |                                              |       |
| 9. | „Indoctrination (A Design for Living)”       | 4:16  |
|    |                                              |       |
|    |                                              | 38:07 |
|    |                                              |       |

## Twórcy
- Lisa Gerrard – śpiew, różne instrumenty
- Brendan Perry – śpiew, różne instrumenty
- Gus Ferguson – wiolonczela
- Martin Mcgarrick – kocioł
- Tony Ayres – kocioł
- Richard Avison – puzon
- Richard Hogg – puzon
- Andrew Hutton – sopran („De Profundis”)
- Carolyn Costin – skrzypce